# Сорбона
Сорбона (фр. Université de Paris, Sorbonne) је универзитет у Паризу који је 1150. године основао Робер де Сорбон. Прво је подигао зграду са црквом, да би олакшао теолошке студије сиромашним студентима. Званичну повељу универзитету издао је краљ Филип II 1200. године, а признање од папе Инокентија III дошло је 1215. Сматра се другим најстаријим универзитетом у Европи.
Од 1150. до 1970. званично име универзитета је било Универзитет у Паризу (Université de Paris).
Године 1970. дошло је до реорганизације универзитета и груписања факултета у 13 универзитета. Факултети хуманистичких наука формирали су универзитете "Сорбон Нувел" (Université Sorbonne-Nouvelle) и "Париз-Сорбон" (Université Paris-Sorbonne), право је интегрисано у Универзитет Пантеон-Асас (Université Panthéon-Assas), природне науке у универзитете "Париз-Декарт" (Université Paris-Descartes) и "Пјер и Марија Кири" (Université Pierre-et-Marie-Curie), док је "Париз Дидро" (Université Paris Diderot) био мултидисциплинарног типа.
Године 2017. универзитети Париз IV ("Париз-Сорбон") и Париз VI ("Универзитет Пјер и Марија Кири") ујединили су се у Универзитет Сорбона (Sorbonne Université), а 2019. Париз V ("Париз-Декарт") и VII ("Париз Дидро") формирају нови Универзитет у Паризу (Université de Paris), чиме је број универзитета насљедника оригиналног универзитета спао на 11.
Од свих старих зграда Сорбоне остала је једино црква.

## Историја

### Порекло
Године 1150, будући универзитет у Паризу био је студентско-наставна корпорација која је деловала као анекс катедралне школе Нотр Дам. Најранија историјска референца на то налази се у осврту Метјуа Париса на студије његовог учитеља (опата из Сент Албанса) и његовог прихватања у „заједништво изабраних мајстора“ око 1170. године, и познато је да је Лотарио деј Конти ди Сегни, будући папа Иноћентије III, тамо завршио студије 1182. године у својој 21. години.
Корпорација је формално призната као „Universitas“ у едикту краља Филипа-Августа из 1200. године: у њој је, између осталих смештаја додељених будућим студентима, дозволио корпорацији да ради по црквеном закону којим ће управљати старешине школе у катедрали Нотр Дам и уверио све оне који тамо заврше курсеве да ће им бити додељене дипломе.
Универзитет је имао четири факултета: уметнички, медицински, правни и теолошки. Факултет уметности био је најнижи по рангу, али и највећи, јер су студенти на њему морали да дипломирају да би били примљени на један од виших факултета. Ученици су били подељени у четири нације према језику или регионалном пореклу: Француска, Нормандија, Пикардија и Енглеска. Последња је постала позната као Алеманска (немачка) нација. Регрутација за сваку нацију била је шира него што би имена могла да имплицирају: енглеско-немачка нација укључивала је студенте из Скандинавије и источне Европе.
Факултетски и национални систем Универзитета у Паризу (заједно са Универзитетом у Болоњи) постао је модел за све касније средњовековне универзитете. Под управом цркве, студенти су носили одоре и бријали врхове главе у тонзури, да би означили да су под заштитом цркве. Ученици су следили правила и законе цркве и нису били подложни краљевим законима или судовима. Ово је представљало проблеме за град Париз, јер су студенти дивљали, а његов званичник је морао да се жали црквеним судовима за правду. Ученици су често били веома млади, у школу су улазили са 13 или 14 година и остајали од шест до 12 година.

## Истакнути студенти
Истакнути студенти овог универзитета су: Дунс Скот, Марија Кири, Пјер Кири, Жак Дерида, Ибрахим Ругова, Пол Пот, Андре Бретон, Симон де Бовоар, Марина Цветајева, Анри Поенкаре, Ирена Жолио-Кири, Александар Аљехин и Жан Мишел Атлан.
Овде су студирали или одбранили своје докторате и Михаило Петровић Алас, Милан Недељковић, Вељко Влаховић, Власта Петковић, Радомир Лукић, Оскар Давичо, Станислав Винавер, Филип Христић, Милутин Ђуришић, Сретен Жујовић, Ранко Радовић, Јован Ристић, Војислав Вељковић, Јеврем Грујић, Милован Јанковић, Љубо Илић, Коча Поповић, Бора Глишић и Олга Луковић-Пјановић.